# Splitsing (band)
Splitsing was een Nederlandstalige popgroep uit Groningen. De groep werd in zomer van 1982 opgericht, en scoorde haar grootste succes, Wind en zeilen in de zomer van 1985. Net als de opvolgers Een zomer lang en Recht uit het hart werd de plaat veel gedraaid op Hilversum 3, maar bleef steken op de 7e positie in de Tipparade. Wél bereikte de plaat de 50e positie in de Nationale Hitparade en de 39e positie in de TROS Top 50.
Bij oprichting bestond de band uit:
- Jan van Dijk (basgitaar)
- Carmen Schilstra (zang)
- Harry Niehof (gitaar)
- Hennie Haagsma (drums)
- Peter Groot Kormelink (toetsen en zang)

Toen de succesperiode begon, waren Schilstra en Niehof al vertrokken, terwijl Herman Grimme (toetsen), Miel de Vries (gitaar) en Janke Volbeda (bas) toegevoegd waren. Groot Kormelink deed nu alleen nog de zang. Tussendoor was ook Rob Elzinga nog enige tijd gitarist geweest, terwijl later Volbeda vervangen werd door Nico Heiligers en Haagsma door Eric Poort.
In 1988 werd de band opgeheven. Groot Kormelink en Grimme vormden een jaar of twee later de groep Jazzpolitie, die een grote hit had met het nummer Liefdesliedjes (1993). Later startte Grimme een eigen groep, de Herman Grimme Experience, waarin ook Niehof en Poort weer meededen.

## Albums
- "Tijd genoeg" (1986)
- "Recht uit het hart" (1987)

### NPO Radio 2 Top 2000
| Nummer met noteringen in de NPO Radio 2 Top 2000 | '00  | '01  | '02  | '03  | '04  | '05  |
| ------------------------------------------------ | ---- | ---- | ---- | ---- | ---- | ---- |
| Wind en zeilen                                   | 1536 | 1502 | 1653 | 1711 | 1879 | 1803 |

1. ↑  Een vetgedrukt getal geeft de hoogste notering aan.
2. ↑  2000 was het eerste jaar met een notering voor dit nummer.
3. ↑  Deze tabel is bijgewerkt tot en met de laatste editie (2024).